# Логбаба (газоконденсатне родовище)
Логбаба — газоконденсатне родовище в Камеруні у басейні Дуала.

## Загальний опис
На відміну від більшості родовищ вуглеводнів цієї країни, Логбаба розташоване на суходолі, хоча й у прибережній провінції. Його відкрили в 1950-х роках неподалік від найбільшого міста країни Дуала. Тоді на родовищі пробурили чотири свердловини, котрі підтвердили наявність промислових запасів газу у відкладеннях верхньої крейди (колектор — пісковики). Проте відсутність в країні попиту на газ завадила тоді початку розробки.
На початку 2010-х років Логбаба ввели в розробку, для чого спорудили дві нові свердловини та проклали мережу газопроводів різного діаметру (найбільший — 400 мм) загальною довжиною 34 км та пропускною здатністю до 1,7 млн м3 на добу, по якій продукція постачається промисловим споживачам Дуали. Стабілізований конденсат відправляється цистернами за 60 км до нафтопереробного заводу в Лімбе.
Компанія Victoria Oil&Gas, котра володіє 60 % у операторі родовища Gaz du Cameroun, в 2011-му оцінювала підтверджені та ймовірні запаси на рівні 6 млрд м3 газу та 4,2 млн барелів конденсату. Наступного року аудит запасів категорії 1Р (підтверджені) та ресурсів категорії 1С визначив їх сукупний розмір на рівні 2 млрд м3 газу та 1,1 млн барелів конденсату.
В 2016—2017 роках пробурили ще дві свердловини, одна з яких була похило-спрямованою та відхилялась на 1100 метрів від гирла. На ній же на кінець 2017-го запланували буріння бокового стовбура.